# Samarkand Airways
СП ООО «Самаркандские авиалинии» / JV «Samarkand Airways» LLC/ СП ООО «Самарканд Хаво Йуллари» / «Samarqand Havo Yo’llari» зарегистрирована 3 августа 2005 года Управлением Юстиции Самаркандской области Министерства Юстиции Республики Узбекистан. Компания является Узбекско-Американским Совместным Предприятием в форме Общества с Ограниченной Ответственностью. 10 ноября 2005 года компания получила Сертификат Эксплуатанта № 7-0 Государственной Инспекции Республики Узбекистан по Надзору за Безопасностью Полетов.
19 декабря 2005 года компания «Самаркандские авиалинии» получила государственную лицензию на осуществление воздушных грузовых перевозок на внутренних и международных авиалиниях.
Согласно требованиям международных организаций ИКАО (Международная Организация Гражданской Авиации) и ИАТА (Международная Ассоциация Воздушного Транспорта) для «Самаркандских авиалиний» назначены нижеследующие коды для выполнения внутренних и международных авиарейсов: Код ИКАО — UZS; Коды ИАТА — С7 / 732
Основным иностранным учредителем СП «Самаркандские авиалинии» является компания «UMS, LLC» — трансконтинентальная корпорация, базирующая в Кентукки (США), и специализирующаяся на грузовых и пассажирских чартерах, услуг по обеспечению рейсов и авиационном консалтинге. Остальными учредителями являются частные узбекские инвесторы.
Компания «UMS, LLC» имеет Представительство в Республике Узбекистан, официально зарегистрированное в Министерство внешних экономических связей, инвестиций и торговли Республики Узбекистан и состоящее на учёте в Службе Дипломатического Сервиса Министерства Иностранных Дел Республики Узбекистан.
Основная деятельность СП «Самаркандские авиалинии» направлена на авиационные и экспедиторские услуги, максимально соответствующие нуждам и пожеланиям клиентов.
СП «Самаркандские авиалинии» предлагает услуги по организации грузовых и пассажирских чартеров, по отправкам грузов,
посылок и почты, услуги по обеспечению рейсов, продажи пассажирских авиаперевозок и туристические услуги.
СП «Самаркандские авиалинии» является Генеральным агентом по грузовым продажам (CGSA) у нескольких авиакомпаний, выполняющих рейсы в/из Республики Узбекистан.